# Рапануйцы
Рапануйцы (пасхальцы) — коренные жители острова Пасхи (Рапануи). Язык — рапануйский. Из 3 800 жителей острова — 40 % местные, остальные — чилийцы. По данным 2017 года, численность людей, определяющих себя рапануйцами, оценивалась в Чили (и на острове, и на материке) в примерно 9 399 человек.
Верующие — католики.

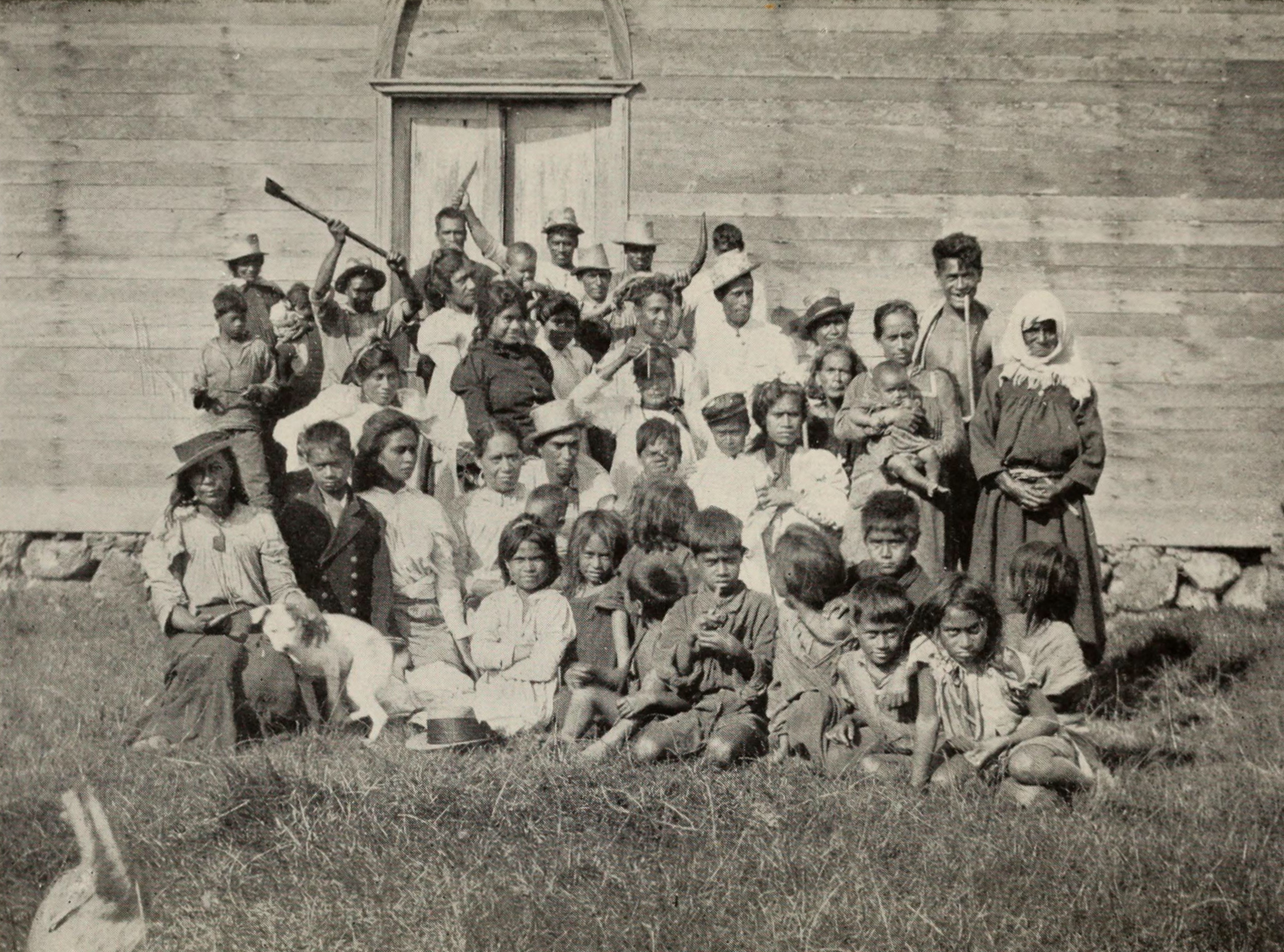
Группа рапануйцев, остров Пасхи, 1919

Основные занятия рапануйцев сходны с общеполинезийскими: земледелие, рыболовство, скотоводство. Культуры: бананы, батат, сахарный тростник. В настоящее время добавилось изготовление сувениров.

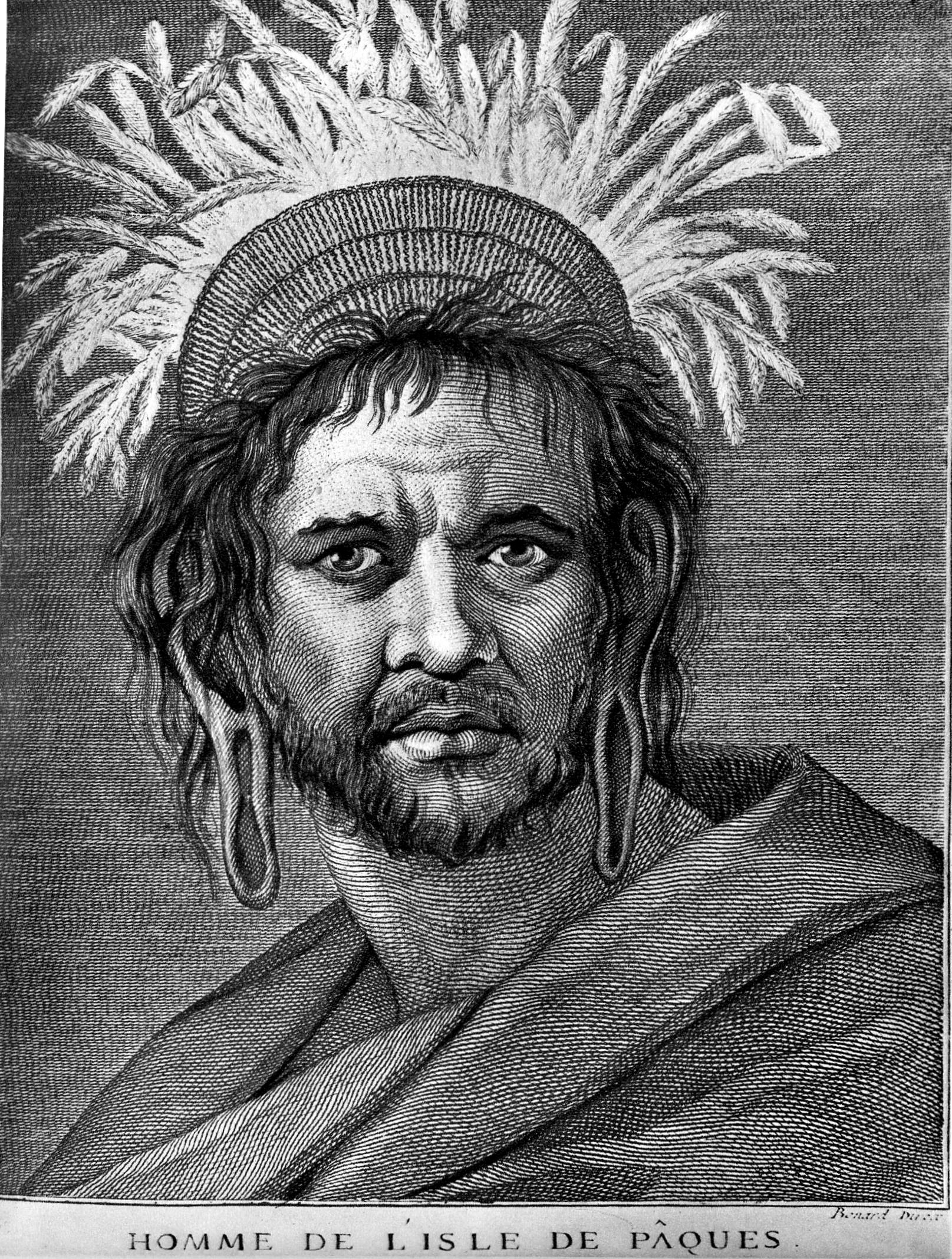
Портрет рапануйца,Уильям Ходжес, 1777

У рапануйцев была иероглифическая письменность (кохау ронго-ронго). Возможно, последний умевший читать это письмо умер в 1866 году. Рапануйцы известны также возведением моаи. 

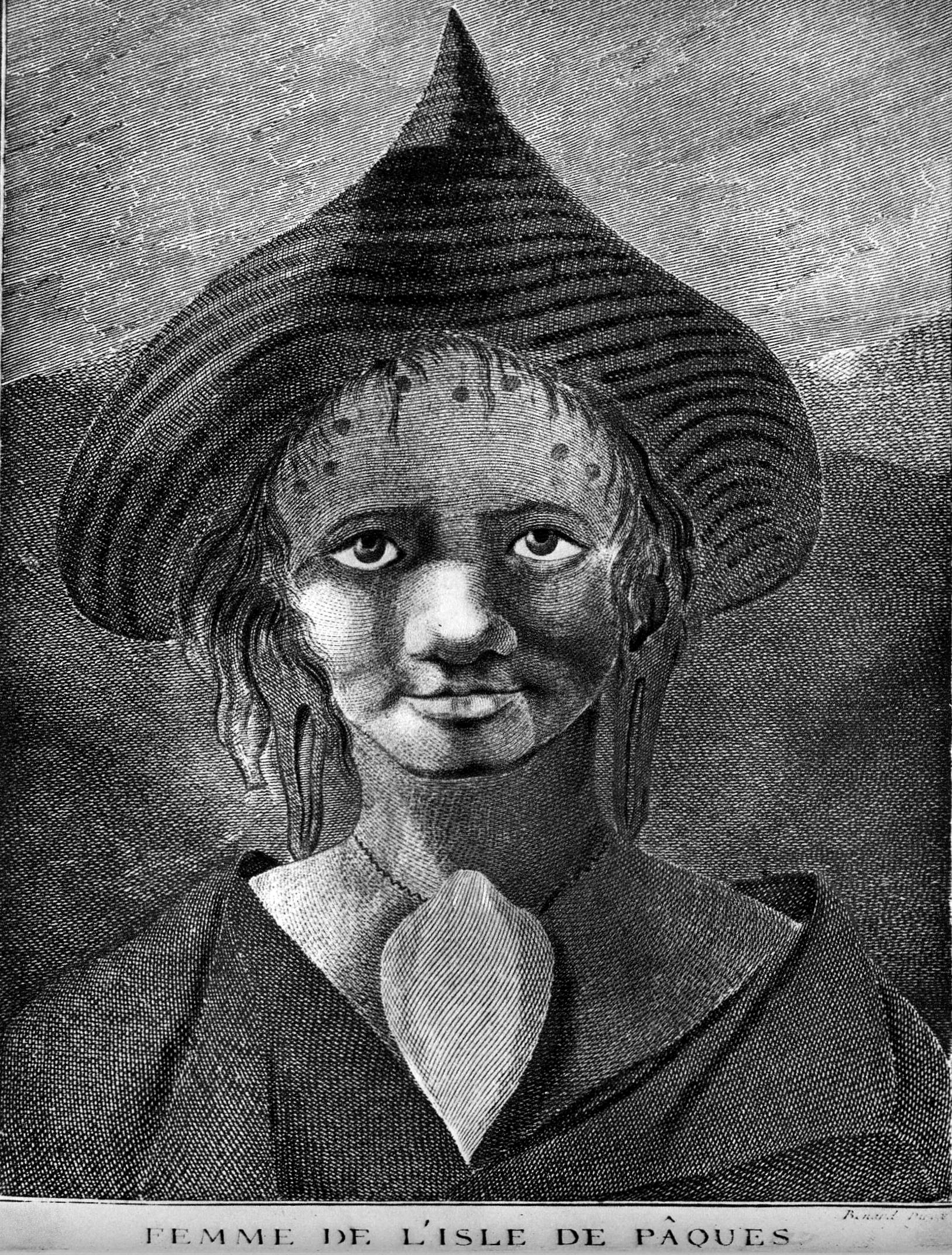
Портрет рапануйки, Уильям Ходжес, 1777

## Жизнь древних рапануйцев

### Растениеводство
Остров Пасхи — это безлесный остров с вулканической почвой, которая с трудом удовлетворяет потребности местных жителей в еде. Но возникает вопрос: как на этой земле могла появиться довольно развитая цивилизация, население которой знало письмо, сооружало каменные изваяния.
Однако засушливый остров Пасхи довольно обманчив. Так Якоб Роггевен писал, что на острове удивительно плодородная почва и даже назвал его «земным раем». Садовник Лаперуза также восхитился почвой острова и сказал, что трёхдневные работы вполне смогли обеспечить население острова всем необходимым. Однако это необоснованные предположения.
Путешественники часто упоминали о местных садах, которые сильно поражали их. Тогда, как и сейчас, склоны вулканов использовались для разведения садов и выращивания бананов. На населённых землях росли низкорослые кустарники, которые были мало полезны для древних рапануйцев. Когда на острове впервые появились полинезийцы, без сомнений, на нём были многочисленные рощи растения торомиро (Sophora toromiro). Это растение сыграло большую роль в развитии местной цивилизации, так как оно использовалось для транспортировки моаи, при строительстве святилищ. В результате экстенсивного использования торомиро вымерло на острове.
Согласно легендам Рапа-Нуи, растения хау (Triumfeta semitriloba), марикуру (Sapindus saponaria), макои (Thespesia populnea) и сандаловое дерево были завезены королём Хоту-мату’а, приплывшим на остров с таинственной родины Мараэ-ренга (англ. Marae-renga). В этом нет ничего необычного: обычно полинезийцы, заселяя новые земли, приносили с собой семена растений, имевших важное практическое назначение, например, тутового дерева, из коры которого изготавливалась их традиционная одежда тапа (tapa). Тем не менее, часть вышеуказанных растений появилась на острове до появления здесь человека. Семена этих растений переносил ветер, птицы. Нет сомнений в том, что Хоту-моту’а привёз с собой семена хлебного дерева и кокосовой пальмы, однако из-за достаточно холодного по полинезийским меркам климата эти растения, к большому огорчению поселенцев, погибли.
Древние рапануйцы знали о кокосовой пальме (рап. nui), которую употребляли в пищу их предки. Так в песнях, посвящённых посевной, звучат слова: Atua-metua ki ai kiroto kia Rirituna-rai, ka pu te niu, что можно перевести как «Наши праотцы произвели от злого угря кокосовую пальму». Для многих современных людей это кажется смешным, однако, согласно полинезийским мифам, кокосовая пальма произошла от головы угря, похороненного в земле богом. Современные жители острова используют слово «нуи» для семян растения макои (Thespesia populnea), которые, на самом деле, очень похожи на маленькие кокосы.
Из произраставших на Рапа-Нуи кустарников делали маленькие статуи, копья и рукоятки. К счастью, к острову часто приносило течением бревна деревьев, которые очень высоко ценились и причислялись к благосклонности их предков: умирающий отец часто обещал детям послать из царства мрака дерево.
Если кокосовая пальма и хлебное дерево не принялись на острове, зато местный климат был самым подходящим для таро, батата, ямса, бананов, сахарного тростника, ти (Cordyline fruticosa) и турмерика (Curcuma longa), которые были завезены первыми колонистами. Необходимо отметить, что древние рапануйцы очень хорошо разбирались в сельском хозяйстве, растениях, особенностях их выращивания. Поэтому остров вполне мог прокормить несколько тысяч человек, населявших Рапа-Нуи. Одной из проблем острова является отсутствие пресноводных рек, а также солнце, в жаркую погоду испепеляющее здешние сельскохозяйственные культуры. Чтобы сберечь таро, например, древние рапануйцы сажали его между камней, которые защищали от палящего солнца и поддерживали влажность почвы.
Такое растение, как тутовое дерево, которое может погибнуть от сильных ветров, древние жители острова высаживали в углубления, в основном устраиваемых около дома. В результате образовывался гумус, повышавший урожай.
Работа на участке приносила лишь удовольствие рапануйцам, так как это был их хлеб и в то же время развлечение: в конце дня обычно устраивались пляски с песнями.
Будущий урожай пристально защищали от воров и даже самих хозяев, а именно, их нетерпения и жадности. Король устанавливал табу, за нарушение которого могли казнить.
Когда приходило время сбора урожая, табу снималось, а первые фрукты приносились в жертву богам.
Одной из проблем острова всегда был дефицит пресной воды. На Рапа-Нуи отсутствуют полноводные реки, а вода после дождей легко просачивается сквозь почву и течёт в сторону океана. В нескольких местах острова можно найти небольшие ручьи, но из-за близости к океану вода непригодна для питья. Поэтому рапануйцы сооружали небольшие колодцы, смешивали пресную воду с солёной, а иногда пили просто солёную воду.
На острове есть ещё источники воды: пресноводные озера в кратерах местных вулканов. Несмотря на их труднодоступность, жители острова всегда пытались быть поближе к этим местам, особенно после дождей.

### Животноводство
В прошлом полинезийцы, отправляясь в поисках новых островов, всегда брали с собой троих животных: свинью, собаку и курицу. Но не всегда удавалось сохранить этих животных до высадки на суше. Так случилось с островом Пасхи, на который была завезена только курица. Курица занимала важное место в местном рационе, в основном, состоявшем из растительной пищи. Это был символ благополучия, и курица часто играла роль денег в обмене вещами. На ночь кур помещали в специальные курятники из каменных плит: так домашняя птица была защищена от воров. В XIX веке, когда многие поселения на острове были брошены, часть домашней птицы одичала и обжила кратеры вулканов.
Крыса не является домашним животным, однако и она была завезена первыми поселенцами острова Пасхи, которые считали её деликатесом. После чёрных крыс, завезённых Хоту-мату’а и его последователями, на острове появились уже серые крысы, завезённые европейцами.

### Рыболовство
Воды, окружающие остров Пасхи, изобилуют рыбой, особенно у скал острова Моту-Нуи, где в большом количестве гнездятся морские птицы. Рыба была излюбленной едой древних рапануйцев, а в зимние месяцы даже устанавливалось табу на её вылов. Хотя сегодня рыболовство не играет первостепенной роли, в прошлом всё было иначе. В пещерах острова было найдено большое количество рыболовных крючков, а сами изображения рыбы выступали местными петроглифами. Остров Пасхи, в отличие от большинства островов Тихого океана, не окружён рифами, которые привлекают рыбу, поэтому её вылов был очень сложен, и местные рыболовы не уплывали далеко от берега. К тому же, было сильно ограничено количество лодок, так как не хватало древесины.
На острове Пасхи в прошлом было огромное количество рыболовных крючков. Некоторые из них делались из человеческих костей, их называли мангаи-иви (рап. mangai ivi), другие — из камня, их называли мангаи-кахи (рап. mangai kahi) и в основном использовали для вылова тунца. Каменные крючки в основном делались из цельного куска базальта и были длиной около 4-5 см. Причём все они были одной и той же формы: практически круглые, гладкие, без шероховатостей. Крючки из человеческих костей (бедренной кости) были немного больше по размерам и состояли из двух частей, связанных между собой верёвкой из волокон растения Triumfetta semitriloba. Большинство рыболовных крючков было найдено в могилах (аху).
| |                                                                                |                                      |
| Местное название мангаи-кахи (рап. mangai kahi). Имеет светло-табачный цвет с красноватой патиной. Поражает своей гладкостью и красивыми формами. Крючок имеет длину в 5,5 см и ширину в 3,4 см. Найден в 1875 году в могиле на острове Пасхи Джеймсом Брандером (James Brander). | Мангаи-ма'эа (рап. mangai ma'ea). Американский музей естествознания, Нью-Йорк. | Двойной крючок, служивший украшением |
| |                                                                                |                                      |

Крючки из полированного камня в древние времена (когда остров был только заселён) были очень редки, так как их изготовление требовало очень много времени. Поэтому эти крючки были лишь у привилегированных жителей, которых звали тангата-ману (рап. tangata manu). После смерти владельца они клались в его могилу.

Древний рыболовный крючок из человеческой бедренной кости, или мангаи-иви (mangai ivi) с острова Пасхи. Состоит из двух частей, соединённых верёвкой.

Часто крючки из камня становились украшениями и знаками отличия. Так, например, на острове Пасхи были найдены двойные крючки в виде пекторальных украшений, которое женщины вешали на шею. К тому же некоторые рапануйцы делали себе татуировки с их изображением. Само существование рыболовных крючков говорит о развитости древнерапануйской цивилизации, так как техника полировки камня довольно сложна, как и достижение таких гладких форм.
Согласно одной из рапануйских легенд, первые поселенцы использовали только каменные крючки, которыми вылавливали тунца. Остальная рыба всегда проплывала мимо. Улов был очень плохим, и жители не могли понять, в чём причина. Одному смышлёному рыбаку по имени Уре (рап. Ure) однажды приснился сон. В нём его душа вошла в неизвестную хижину у Тиракока (рап. Tirakoka). На стене она увидела необычные крючки, сделанные из кости. Проснувшись рано утром, Уре сразу же отправился искать человеческие кости, из которых он сделал похожие крючки. Успех последовал незамедлительно: при каждом броске он вылавливал большую рыбу. Местные рыбаки были сильно удивлены и поинтересовались в чём причина успеха, какаю наживку использовал Уре. На что он ответил: «Я рыбачу так же как и вы, каменным крючком». Рыбаки раскрыли обман, схватили Уре, узнали о его костяных крючках и сильно избили его, оставив всего истекавшего в крови в каноэ.
Согласно представлениям рапануйцев, любой погибший человек в загробном мире становился божеством, поэтому его останки часто становились объектом спора между различными кланами. Так рыболовные крючки всегда делались из кости врага. По верованиям рапануйцев, так рыболову передавалась мана (рап. mana) погибшего человека, то есть его сила. Воин, который также использовал эти кости, становился как бы хозяином погибшего человека, который в жизни помогал этому воину в добыче пищи. По мнению рапануйцев, рыболовный крючок из кости человека привлекал рыбу. В то же время для полинезийцев, бывших каннибалами, не было ничего оскорбительнее, как рассматривать человека в качестве «еды» — это доводило его до уровня животного и портило его ману. Поэтому рыбак никогда не ел рыбу, выловленную этим крючком.
В качестве приманки рыбаки использовали маленькую рыбу, которую называли атуре (рап. ature). Сначала её растирали двумя камнями. Затем растёртое мясо этой рыбы прикрепляли к камню, служившему грузом. Когда рыболовный крючок достигал нужной глубины, рыбак высвобождал приманку и камень сильным рывком. Тунец, привлечённый приманкой, подплывал к крючку и хватал его. Иногда рыбаки использовали два крючка сразу (к одному крепилось размельчённое мясо атуре, к другому — вся рыба полностью). Одна верёвка с наживкой привязывалась к поясу рыбака, другая — к каноэ.
Рапануйцы также применяли множество сетей самых различных размеров. Каждая сеть использовалась для вылова определённого вида рыбы. Сети делались из волокон тутового дерева.
Также древние жители ели морских ежей, крабов, медуз, которых ежедневно собирали женщины на берегу. Помимо этого женщины по ночам ловили с помощью заострённых палок в расщелинах скал спящую рыбу.
Рапануйцы также охотились на черепах, которые часто упоминаются в местных легендах. Существует даже петроглиф с её изображением. Когда жители замечали черепаху недалеко от берега, они её преследовали на каноэ. Если поймать черепаху не удавалось, то ныряли в воду и запутывали её в сетях. Черепахи так сильно ценились рапануйцами, что даже на берегу сооружались тупы (рап. tupa), которые служили в качестве дозорных башен, на которые рапануйцы сторожили черепах.

### Рапануйское каноэ
У древних рапануйцев было не так много каноэ (рапануйское название — вака рап. vaka), как, например, у полинезийцев, бороздивших волны Тихого океана. К тому же, явный дефицит высоких и крупных деревьев отразился на технике производства каноэ. Первые европейцы не оставили какой-нибудь подробной информации по этому поводу. Лишь отдельные наброски, сделанные, например, Блонделой (Blondela) в 1786 году или Чорисом (Choris) в 1816 году, позволяют нам судить о рапануйском каноэ. На этих изображениях чётко видно, что эти средства передвижения делались из маленьких оструганных досок.
Необходимо отметить, что у рапануйцев было два типа каноэ: без аутригера, которое использовалось при плавании недалеко от берега, и с аутригером, которое использовалось при плавании на дальние расстояния.
Помимо этого, были два вида вёсел: первый тип можно обнаружить на всех островах Тихого океана, второй же является особым видом рапануйского весла.
| |                                                                            |
| Два типа рапануйского каноэ | Рисунок с изображением каноэ и рапануйцев, сделанный Блонделой в 1786 году |
| На первом рисунке изображены два типа рапануйского каноэ: с аутригером (Fig.1) и без аутригера (Fig.2); а также два типа весла: общеполинезийский (Fig.3) и особая разновидность рапануйского весла (Fig.4). Второе изображение было сделано Блонделой в 1786 году. На нём также показано рапануйское каноэ с аутригером. Обратите внимание на необычное весло, а также на шляпу женщины, имеющую форму лодки и сделанную из тростника или волокон гибискуса. |                                                                            |

## Общественные отношения древних рапануйцев
О структуре древнерапануйского общества, существовавшего до XIX века, известно очень мало. В связи с вывозом местного населения в Перу, где оно использовалось в качестве рабов, эпидемий из-за болезней, завезённых на остров европейцами, и принятием христианства рапануйское общество забыло о существовавших прежде иерархических отношениях, связях семьи и племени.
Список имён правителей, географические названия и факты из местных легенд не могут служить базисом для воссоздания подробной схемы политических и социальных отношений островитян, однако указывают на общую структуру того общества.

### Племена древних рапануйцев
В начале XIX века на Рапа-Нуи существовало десять племён, или мата (рап. mata), члены которых считали себя потомками эпонимических предков, которые, в свою очередь были потомками первого короля острова Хоту-моту’а.
Всё население острова проживало в шестнадцати поселениях: три из них находились на западе, шесть — на севере и семь — на юге. Причем все они располагались у побережья.
Согласно рапануйской легенде, после смерти Хоту-моту’а остров был поделён между его сыновьями. Старший, Ту’у-махеке, унаследовал титул арики-мау (рап. ariki-mau), или короля, и получил земли между бухтой Анакеной и горой Театеа; Миру — между Анакеной и Ханга-Роа; Марама — земли к югу от Акаханга до Винапу; Коро-оронго — земли возле вулкана Рано-Рараку; Хоту-ити стал владельцем всей восточной части острова; наконец, Раа — землю к северу и к востоку от горы Театеа. Хау-моана не фигурирует в этом распределении земель, однако он упоминается в списке местных правителей. Все эти сыновья дали названия рапануйским племенам.
Постепенно от существовавших племён выделялись новые. Так рапануйская легенда рассказывает о появлении племён раа и хамеа, которые проживали на территории племени миру.
У племён тупа-хоту, уреохеи и кого-оронго не было своей территории, и они проживали в районе, который называется Хоту-Ити, на востоке острова. Так же звали младшего сына Хоту-мату’а, что скорее говорит о том, что он мог быть эпонимом для племени, которое в прошлом разбилось на три небольших. Это мнение объясняет причину использования термина Хоту-Ити для всех трёх племён.
Сложность политической географии острова также заключается в том, что ко времени открытия Рапа-Нуи племена не проживали исключительно на своей территории. Например, многие члены племени миру проживали на территории племени марама. Объяснялось это, прежде всего, межплеменными браками, в результате которых дети могли претендовать на земли своего отца из другого племени или унаследовать владения матери. К тому же, остров Рапа-Нуи не такой большой, чтобы проживавшие на нём племена жили обособленно друг от друга.
Территория племени часто делилась между потомками членов мата-ити (рап. mata iti), или небольших кланов, формировавшихся внутри племени. Земли, принадлежавшие этим мата-ити, представляли собой полоски земли, тянувшиеся от берега до центра острова. Население Рапа-Нуи преимущественно селилось на берегу, поэтому эти земли были самыми ценными. Побеждённое племя, потерявшее свои земли, переселялось в центр острова, или ута (рап. uta), вдаль от океана и его богатств.
Аху на берегу, который был кладбищем и святилищем, указывал на принадлежность территории какому-либо племени.
В древности соплеменники жили в огромных хижинах. Это было подобие родовой общины, которую называли иви (рап. ivi). В неё входили часто братья со своими жёнами и детьми, а иногда семьи, у которых были общие прадеды и прапрадеды. Во главе был старейшина, которого глубоко почитали и называли таната-хонуи (рап. tanata honui).
Роль такой расширенной семьи неизвестна. Но если говорить о полинезийской общине в целом, то можно предположить, что в ней все члены совместно владели землёй (то есть это была общинная, общая земля) и сообща занимались сельским хозяйством и рыболовством. Война на острове способствовала её консолидации, то есть во время каких-либо столкновений община отстаивала общие интересы, а общинники помогали друг другу.
Помимо племён и родовых общин, которые составляли основу общественной организации рапануйского общества, существовали более крупные объединения, политические по своей сущности. Десять племён, или мата (рап. mata), были разделены на два враждующих союза. Племена запада и северо-запада острова обычно назывались люди Ту’у — это название вулканического пика недалеко от Ханга-Роа. Их также называли мата-нуи. Племена восточной части острова в исторических легендах называются «люди Хоту-ити».
Этот дуализм был результатом непрерывных войн между племенами, проживавшими в противоположных концах острова. В легендах часто говорится о ненависти друг к другу этих двух союзов и войнах между Ту’у и Хоту-ити, чьи столкновения продолжались с попеременным успехом на протяжении многих поколений. Победа какой-либо стороны на некоторое время объединяла остров, но, как только побеждённая сторона набиралась сил, конфликт продолжался. Светская вражда отразилась и на религии. Священные места, принадлежавшие обоим союзам, были разделены на две части, каждая из которых принадлежала отдельной мате. Например, островок Моту-Нуи был разделён на две части при помощи статуи, выступавшей в качестве пограничной отметки.

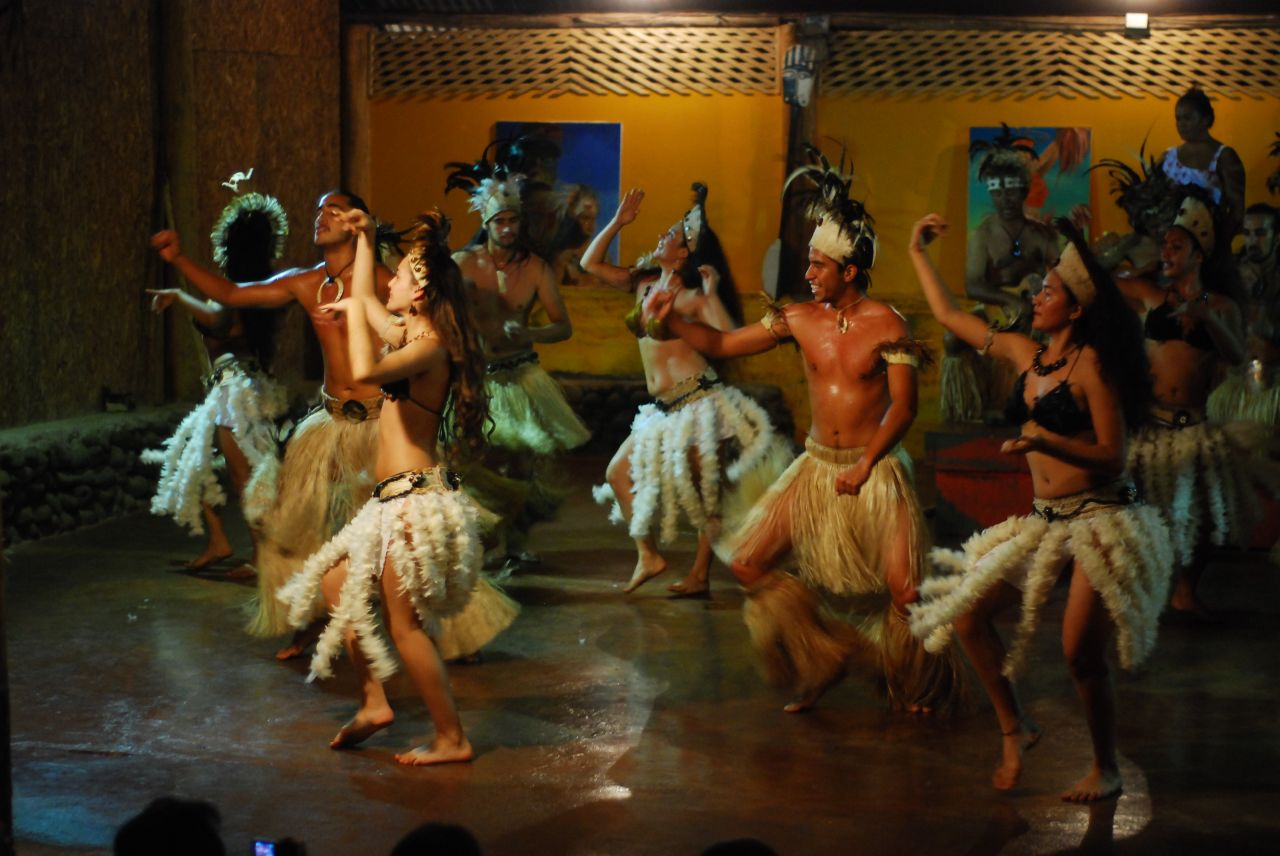
Традиционный танец рапануйцев

### Социальная структура древних рапануйцев
Система иерархии, существовавшая в прошлом на острове, ныне исчезла. Она была достаточно разветвлённой и похожей на ту, что существовала в Новой Зеландии или на островах Общества. Во главе иерархической лестницы находился арики-мау (рап. ariki mau), или верховный вождь, которого также называли королём острова. Ниже находились жрецы, или иви-атуа (рап. ivi atua), и местная знать, или арики-пака (рап. ariki paka). Причём к знати принадлежало всё племя миру. Это крайне противоречило полинезийским обычаям. Необходимо отметить, что в других племенах острова арики-пака и вовсе отсутствовали. В то же время роль рапануйской знати не очень ясна. В иерархической лестнице они занимали место после жрецов, и нет никаких сомнений, что последние были выходцами из местной знати.
На четвёртой ступени иерархической лестницы находились воины, или матато (рап. matato). Низшее положение занимали кио, или зависимое население (скорее всего, оно формировалось из членов побеждённого племени). Точное положение ремесленников в этой лестнице неизвестно, но вероятно, что они занимали достаточно высокое место в рапануйском обществе.
Однако если рассматривать политическую власть на острове, эта градация социальных отношений вполне может ввести в заблуждение. Например, матато, которые не были знатью и не находились на той же ступени иерархической лестницы, что и король или арики, обладали достаточным авторитетом.
Так же, как и на Маркизских островах и на острове Тонга, король Рапа-Нуи считался божеством, чья магическая власть оказывала прямое воздействие на природу и обеспечивало население постоянным урожаем. Вера во власть короля над растениями и животными было результатом веры в его ману (рап. mana), мистическую силу, которая передалась ему от священных предков.
Власть над природой обычно передавалась старшему сыну. Иногда она достигала такой силы, что могла служить источником бесчисленных бед. Об этом рассказывает древнерапануйская легенда о молодом принце Рокорокохетау, сыне третьей жены короля Нга’ара. Случай интересен тем, что от рождения он не имел права претендовать на престол. Однако его рождение сопровождалось многочисленными чудесами, которые обычно случаются перед рождением будущего наследника. Всё это было свидетельством маны Рокорокохеату. Чтобы прекратить беды, правящий король заточил его в пещере горы Рано-Арои. В дальнейшем король Нга’ара был вынужден убить собственного сына.
Рапануйский король передвигался на подстилках, которые простым людям запрещалось трогать, как и самого правителя. Это, с одной стороны, подчёркивало его святость, а с другой стороны, защищало смертных от пагубного влияния на них маны. Самая священная часть тела арики-мау была голова. Король носил очень длинные волосы, и никто не имел права дотрагиваться до них. Хотя королям многое запрещалось делать, они могли заниматься рыболовством и делать свои рыболовные сети.
Король жил в отдельной хижине, как и его жена. Все его потребности обеспечивали две категории слуг, принадлежавших племени миру. Категория ту’ура (рап. tu'ura) обрабатывала земли королевского домена и сопровождала его во время рыболовства. Хака-папа (рап. haka papa) готовили еду для вождя и обслуживали его стол. Когда эти слуги собирались уйти в присутствии короля, то они шли спиной к выходу и лицом к королю. Те, кто хотел пообщаться с королём, должны были отдать специальное письмо этим слугам.
Рапануйского короля можно было отличить от остальных жителей, прежде всего, по более сложному узору нательной татуировки. Также он носил более длинный плащ.
Довольно странной традицией было воспитывать старшего королевского сына в деревне, примыкающей к Папа-о-пеа аху. После того, как он становился королём, молодой вождь поселялся в Аху-акапу, рядом с Тахаи, на западе острова. Это происходило только после того, как король отказывался от своего титула в пользу старшего сына, возвращаясь в Анакену до конца своей жизни.
Как и на других островах Полинезии, рапануйский король терял свой титул после рождения старшего сына. Его мана передавалась ребёнку, который становился посредником в общении между племенем и богами. На деле, король находился у власти в качестве регента до тех пор, пока его сын не становился способным осуществлять свои функции самостоятельно. Совершеннолетие наступало после женитьбы, после чего прежний король терял свои функции.
Точные обязанности рапануйского короля неизвестны. Одной из его основных функций было наложение и снятие табу. Ни в один дом нельзя было вселяться, пока в нём не побывает арики-мау. То же самое касалось лодок. В зимние месяцы на вылов рыбы король накладывал табу. В этот период только король и его семья могли есть рыбу.
Первый тунец сезона, выловленный рыболовом в начале лета, приносился королю, который съедал её в компании семьи рыболова.
Политический авторитет арики-мау точно неизвестен. Выдвигаются лишь гипотезы. Несмотря на то, что он был всего лишь светским главой племени миру, в других племенах арики-мау почитался в качестве божества. Уважение к нему было настолько сильным, что при поражении племени миру от врагов, его никогда не брали в плен.
Скорее всего, политическая власть была сконцентрирована в руках матато’а, военной аристократии. Поэтому нет никаких сомнений, что, если бы король не был наделён маной, то на острове не существовало бы королевской власти.
Вполне противоречиво мнение о положении в обществе жрецов, игравших роль не только служителей культа, но и аристократов. Вполне возможно, что они выбирались непосредственно из королевской семьи. Жрецы назывались иви-атуа (рап. ivi atua). Очень высоко почитались жрецы королевских святилищ.
Ремесленники острова были объединены в гильдии, а их социальное положение зависело от важности их ремесла в экономической жизни острова. Больше всего почитались те ремесленники, которые принимали участие в создании моаи. Ремесленная деятельность была наследственной. Тем не менее, в гильдию мог вступить любой желающий, который доказал бы своё мастерство в каком-либо деле.
Матато’а, или воины, привычные фигуры в исторических легендах острова. Однако они выполняли не только военные функции, но и гражданские. Матато’а мог захватить власть не только в своём племени, но и затем в других племенах. Одним из наиболее известных воинов в истории Рапа-Нуи был Кааинга, который сначала был главой восточных племён, затем завладел всем островом. Положение воина было более привилегированным на Рапа-Нуи, чем где бы то ни было в Полинезии. Воинами даже предпринимались попытки завладеть религиозной властью на острове.
Общинники на острове Пасхи, как и на острове Мангарева, назывались хуру-ману (рап. huru manu). Однако об их положении в обществе ничего неизвестно. Общинники проигравшего племени становились потом кио (англ. kio), то есть слугами или рабами.
Термин кио также применялся к фермерам, перешедшим под покровительство воина, которому они платили оброк. К этой категории также относились те рапануйцы, которые, не обладая своим участком земли, обрабатывали землю другого общинника.

## Войны на острове
Древние рапануйцы были крайне воинственны. Как только начиналась вражда между племенами, их воины красили своё тело в чёрный цвет и ночью приготавливали своё оружие к бою. Они ели только пищу, приготовленную отцами в отдельных печах. Им запрещалось в ночь перед боем спать, и утром, сопровождаемые женами и детьми, воины пели различные гимны.
Встретившись, воины враждебных племён начинали оскорблять друг друга, а затем начинали бросать камни. Град камней сопровождался метанием копий, наконечники которых делались из обсидиана и с лёгкостью могли убить врага. После этого воины начинали атаковать друг друга короткими, плоскими дубинами, похожими на новозеландские пату, хотя у некоторых были длинные дубины с заострёнными краями. Битва продолжалась до тех пор, пока побеждённая сторона, в которой были убиты несколько воинов, не начинали бежать с поля боя. Победившие начинали преследовать их, чтобы захватить в плен часть врагов. После этого они заходили на территорию побеждённого племени, сжигали там все хижины и уничтожали весь урожай. Женщин и детей брали в плен. Пленников часто убивали из-за чувства мщения. Причём казнь была очень жестокая: их закапывали живыми, разбивали живому человеку череп, топтали его до тех пор, пока его живот не разорвётся, а внутренности не вылезут наружу. Чтобы спастись, люди побеждённого племени прятались в пещерах или просили помощи у другого племени. Если среди пленных оказывался вождь побеждённого племени, его не ели, а поджигали ему голову, чтобы таким образом оскорбить его память и семью.
Но самым ужасным было то, что после победы устраивался пир, на котором победившие воины ели трупы побеждённых, то есть занимались каннибализмом.
Самих людоедов на острове называли каи-тангата (рап. kai tangata). Каннибализм существовал на острове вплоть до христианизации всех жителей острова. Причём на эти пиршества дети и женщины не допускались. Деликатесом считались пальцы рук и ног. Каннибализм на острове был распространён не из-за того, что этого требовали религиозные ритуалы или было результатом ненависти к враждебному племени, просто это был единственный источник свежего мяса на острове. Причём основными жертвами каннибализма были в основном женщины и дети. Съесть человека было большим оскорблением для семьи, членом которого он был. После этого семья начинала мстить.
|  |  |
|  |  |
|  |  |

## Быт и повседневная жизнь древних рапануйцев

### Период беременности и рождение ребёнка у древних рапануек
На третьем или пятом месяце беременности, но ни в коем случае, не на четвёртом или шестом (считалось, что эти числа приносят неудачу), свёкор подносил своей снохе содержимое иму (земляной печи), называемое иму-такапу-кокома-моа (рап. imu takapu kokoma moa). Это была церемониальная печь с кишками птицы. Кишки считались деликатесом, поэтому подношение этого блюда считалось проявлением почтительности к будущей матери. Остальная еда распределялась между членами двух семей. Если отец женщины был богатым человеком, то он приглашал семью своего зятя на пир, который, правда, не имел никакого ритуального значения. Если во время этого пиршества крыса съедала оставленный кусочек еды, то это было плохим предзнаменованием для будущего ребёнка.
Детей древние рапануйки рожали сидя на корточках. Во время родов беременной помогали её муж или ещё кто-нибудь из родственников, нажимая на живот, чтобы таким образом ускорить появление на свет ребёнка. Перед женщиной ставили камень, закрученный в тростник, — считалось, что это облегчит роды.
Пуповину обычно откусывал мужчина, которую затем завязывал жрец. В рапануйской мифологии пуп имел большое значение, так как он символизировал мужество и силу человека. Завязывая пуповину, жрец передавал младенцу часть жизненной силы, маны. Причём ритуал был довольно строго регламентирован, так как любое отклонение от правил могло привести к плохим последствиям для ребёнка. В дар жрецу подносился петух. Отрезанная часть пуповины затем помещалась в отдельный сосуд с водой, нагретой раскалёнными камнями. Плоские, горячие камни впоследствии клались на живот женщины после рождения ребёнка, чтобы предотвратить появление складок на животе. Конечно, это мало помогало, особенно после нескольких родов.
В день рождения ребёнка отцом устраивался банкет для семьи жены. Первой начинала есть жена. Если у неё не было аппетита — муж. Празднование имело глубоко символическое значение. Некоторые блюда, например, из батата (сладкого картофеля), были исключены из меню. В этот же день младенцу давали имя, обычно это делали тётя или дядя со стороны отца. По достижении семи-восьми месяцев ребёнку сбривали волосы ножом из обсидиана. Дядьки со стороны матери подносили ему в дар дичь. Похожий подарок подносился, когда ребёнок начинал ходить или надел первую набедренную повязку. По достижении семи-восьми лет ребёнку делали на ногах татуировки. Причём это событие сопровождалось празднованиями, на котором братья матери дарили ребёнку тридцать птиц.

### Спорт и развлечения
В прошлом спортивные игры и развлечения занимали важное место в жизни древних рапануйцев. На острове занимались сёрфингом, при этом доска делалась из стеблей тростника.
Дети также любили скатываться со склонов местных вулканов, принимать участие в учебных сражениях: они разделялись на враждующие кланы и атаковали друг друга безобидными дротиками. Согласно рапануйской легенде, открытие военного оружия, сделанного из обсидиана, принадлежит ребёнку.
Очень был распространён воздушный змей, который был завезён в Полинезию из Азии. Его делали из прутьев, покрытых тапой, на которой рисовали птицу.

### Юность древних рапануйцев
Половая зрелость у древних рапануек наступала в 10-11 лет, у мальчиков — в 12-14 лет. Наступление этого периода в жизни рапануйцев не отмечался проведением особых ритуалов. Причём половая зрелость далеко не совпадала с началом сексуальной жизни, которая начиналась в сравнительно молодом возрасте.
Мальчики в 14 лет и девочки в 12 лет принимали участие в специальном обряде, в котором юношам брили куском обсидиана волосы. Они должны были принести яйцо человеку, которого звали тангата-тапу-ману (рап. tagata tapu manu). Затем юноши шли к селению Оронго. О церемониях, которые в дальнейшем проводились здесь практически ничего неизвестно. У скал, находящихся недалеко от этого селения, изображены половые органы женщин — довольно распространённый мотив рапануйских наскальных рисунков. Скорее всего, они наносились на скалы во время посвящения девочек во взрослую жизнь.
На острове строились особые хижины — харе-нуи (рап. hare nui), в которых собирались молодые девушки и юноши. Здесь они проводили время в развлечениях, играх, танцах и песнях.
Одним из эталонов женской красоты на острове была бледная кожа, которая очень высоко ценилась во всей Полинезии. В одной рапануйской легенде даже рассказывается о двух героях Кахароау и Какониау, которые до того постыдились своей кожи бронзового цвета, что даже не решились прийти на празднества. Молодые рапануйцы во многом жили праздной жизнью и в основном следили за своей внешностью: отращивали ногти, следовали особым диетам, которые были похожи на периодическую голодовку.
Довольно интересны традиции усыновления (удочерения) детей. Родители могли спокойно «подарить» своего ребёнка лучшему другу, при этом в новой семье к нему относились также, как и к родным детям. Усыновленному ребёнку новые родители давали новое имя. Поэтому для учёных очень трудно создать генеалогическое древо древнерапануйских семей.

### Развитие детей
С самых ранних лет дети, подражая взрослым в своих играх, знакомилось с навыками, которые пригодились бы им позже во взрослой жизни. Дети часто ходили со взрослыми на рыбалку, пытались вырезать статуэтки, амулеты, участвовали в играх-сражениях. Девочки помогали матерям в воспитании своих младших братьев и сестёр, обрабатывали кору тутового дерева или же плели корзины.

### Смерть и похороны древних рапануйцев
Согласно представлениям древних рапануйцев, после смерти человек сначала становился добрым демоном, а затем божеством, воплощением которого были статуи в семейных мавзолеях. Это божество защищало племя и в то же время помогало победить врагов.
Все кости человека помещались в открытые склепы аху. Сначала труп умершего человека заворачивали в циновку и клали на специальные носилки из дерева или камня. Тело продолжало лежать в течение очень длительного времени до тех пор, пока оно полностью не разлагалось. Сразу же после смерти человека его близкие родственники готовили уму-папаку (рап. umu papaku), особую еду, которые не имели права есть сын или отец погибшего, а раздавались другим соплеменникам. Дальние родственники, или даже соседи, готовили еду уму-рикирики (рап. umu rikiriki), которая олицетворяла их горе по умершему. Во время похорон рапануйцы исполняли ритуальные пляски, сопровождая их заунывными песнопениями-причитаниями.
На место, где лежал труп умершего человека, устанавливалось табу. После того, как труп полностью разлагался, кости умершего человека собирались родственниками и переносились в семейный мавзолей.

### Татуировки
Ещё в 1770 году Дон Фелипе Гонсалес, описывая древних рапануйцев, упоминал о многочисленных татуировках на их телах. В дальнейшем путешественники Джеймс Кук, П. Лоти, А. Пинарт писали о том, что тело, как и волосы местных жителей было полностью покрыто красным пигментом. Из-за него кожа рапануйцев была цветом меди, поэтому Лоти посчитал, что это одна из черт расы, к которой принадлежали рапануйцы. Кук также упоминает о местных жителях, покрытых как красным, так и белым пигментом. Причём он подчёркивал, что на теле женщин было значительно меньше татуировок, чем у мужчин. Когда остров посетил Лоти, он упоминал о татуировках синего и тёмно-зелёного цвета на теле мужчин.
Татуировки наносились на тело рыбными костями, которые использовались, чтобы ввести под эпидермис тёмный голубой порошок, изготовленный из обугленных листьев растения ти.
Женщины также наносили на тело татуировки, в основном на бёдра. Пинарт писал, что у некоторых рапануек можно было наблюдать круглые синего цвета линии, которые тянулись от висков до бровей, а затем к середине лба.

### Причёска
Древнерапануйские мужчины в прошлом носили достаточно короткие стрижки, а на макушке волосы собирались в пучок с помощью стеблей скабиозы. Также волосы красились в красный цвет. Во время своего пребывания на острове путешественник Пьер Лоти заметил, что старики и мужчины с наибольшим количеством татуировок носили на голове венец из чёрных перьев, в то время как большинство рапануйцев и вовсе не носило головные уборы. Такие «диадемы» преимущественно носили учителя письму ронгоронго. Якоб Роггевен видел на острове также мужчин, скорее всего служителей местного культа, которые брились налысо и носили головные уборы из чёрных и белых перьев. Некоторые старики острова также носили большие серьги из позвонков акулы.
Женщины острова носили свои волосы шиньоном. Также у них были шляпы в форме лодочки из плетёного тростника, в ушах — большие серьги.